# 善応寺 (高山市)
宝樹山善応寺（ぜんのうじ）は岐阜県高山市にある曹洞宗の寺院。高山市市街地の東側にある東山寺院群に含まれる寺院の一つで、飛騨三十三観音霊場の5番札所である。

## 歴史
三木自綱が松倉城築城の際に、その護りとして天竺伝来の如意輪観音像を本尊として開創した。創建当初は天台宗寺院で、三木氏の菩提寺として保護されていたが松倉城落城と共に兵火にかかり焼け落ちた。その際本尊の如意輪観音像が運び出されて新たに堂宇を設けて祀られた。その後素玄寺に移された後、寛永3年（1626年）に金森重頼を中興開基、素玄寺2世格翁門越を中興開山として曹洞宗の善応寺として再興された。天保6年（1835年）に現在地に寺基を移すが、大正8年（1919年）に焼失した。現在の本堂は大正14年（1925年）に建てられたものである。

## 関連資料
- 高山市教育委員会編『高山市埋蔵文化財調査報告書 善応寺遺跡』高山市教育委員会
- 平田欽逸『月鏡庵納骨記念堂・無縁塔・善応寺遊園地竣工記念』平田研究所